# Lijst van fractievoorzitters van de PPR in de Tweede Kamer
Hieronder staat een lijst van fractievoorzitters voor de Politieke Partij Radikalen in de Tweede Kamer. De fractie van de Politieke Partij Radikalen in de Tweede Kamer heeft sinds de oprichting van de PPR drie verschillende voorzitters gehad.

## Fractievoorzitters
| Fractievoorzitters       | Fractievoorzitters                     | Termijn                         | Periode   |
| ------------------------ | -------------------------------------- | ------------------------------- | --------- |
| J.M. (Jacques) Aarden    | drs. J.M. (Jacques) Aarden (1914–1997) | 11 mei 1971 – 7 december 1972   | 1971–1972 |
| B. (Bas) de Gaay Fortman | mr.dr. B. (Bas) de Gaay Fortman (1937) | 7 december 1972 – 8 juni 1977   | 1972–1977 |
| M.B.C. (Ria) Becker      | drs. M.B.C. (Ria) Beckers (1938–2006)  | 8 juni 1977 – 14 september 1989 | 1977–1981 |
| M.B.C. (Ria) Becker      | drs. M.B.C. (Ria) Beckers (1938–2006)  | 8 juni 1977 – 14 september 1989 | 1981–1982 |
| M.B.C. (Ria) Becker      | drs. M.B.C. (Ria) Beckers (1938–2006)  | 8 juni 1977 – 14 september 1989 | 1982–1986 |
| M.B.C. (Ria) Becker      | drs. M.B.C. (Ria) Beckers (1938–2006)  | 8 juni 1977 – 14 september 1989 | 1986–1989 |